# セントラルライナー
セントラルライナー（英語: Central Liner）は、かつて東海旅客鉄道（JR東海）が中央本線（中央西線名古屋地区）の名古屋駅 - 中津川駅間で運行していた快速列車である。
座席指定制の列車であり、名古屋駅 - 多治見駅間の各停車駅で乗車・降車する場合はホームライナーと同様に座席を指定した乗車整理券（310円）を購入する必要があった。

## 概要
1999年12月4日のダイヤ改正で、従来から毎時2本運転されていた名古屋駅 - 中津川駅間の快速列車のうち1本を置き換える形で設定された。専用車両（313系8000番台）を使用し、従来の快速より停車駅を減らしたことで、岐阜県東濃地域の各駅から名古屋への到達時間をいくらか短縮し、乗車整理券さえ購入すれば着席が保証されるために人気が出た。
反面、それまで確立されていた快速4・普通4の「パターンダイヤ」を崩したため、愛知県内の快速停車駅で実質的に昼間時間帯の本数減となり、また通過駅でもダイヤの極端な不等時隔化を招く事態となった。この問題については、2008年3月15日のダイヤ改正で、名古屋 - 高蔵寺間に毎時1本ずつ普通列車が増発され、改善が図られた。
岐阜県内の各駅については、快速列車の置換えで設定されたという経緯から、ほぼ選択の余地なく乗車整理券の購入を強いられることや、その料金負担の割には、座席が料金不要の快速列車と同じ転換クロスシートのままであること、後述の乗車整理券不要措置区間（多治見駅 - 中津川駅間）相互の利用時には、空席が存在しても着席が制度上保証されていないなどの問題点もあった。詳細は乗車整理券#発券方式を参照のこと。
2013年（平成25年）3月16日に実施されたダイヤ改正で、名古屋 - 中津川間の追加料金不要な快速列車（多治見 - 中津川間各駅停車）を毎時2本とすることに伴い、運転を終了した。これにより、名古屋 - 多治見間の日中の快速列車は従前の毎時4本から毎時3本に減便となった。

## 運行概況
日中に設定されていた。運行本数はしばしば変動したが、最盛期には11往復が運行された。
全区間全車指定席となっていたが、座席指定は指定席券よりも廉価な乗車整理券によって行われた。一方、前述の経緯から、多治見 - 中津川間の各駅相互の乗車に限っては乗車整理券が不要であった。しかし、乗車整理券を持っていない乗客は座席が定められていないため、乗車整理券を持った乗客が現れた場合には、その乗客に席を譲らねばならなかった。

### 停車駅
名古屋駅 - 金山駅 - 千種駅 - 高蔵寺駅 - 多治見駅 - 土岐市駅 - 瑞浪駅 - 釜戸駅 - 武並駅 - 恵那駅 - 美乃坂本駅 - 中津川駅
- 多治見 - 中津川は各駅に停車した。

## 使用車両
専用の313系8000番台3両編成を使用し、これを2本連ねた6両編成で運転される列車もあった。中央西線においては383系が130km/h運転を行っているが、特急車両以外の最高速度は110km/hに制限されている。当初はセントラルライナーもこの制限が適用されていたが、120km/hに引き上げられ、さらに2007年3月18日のダイヤ改正からは130km/hとした。しかし、いずれの引き上げに際しても所要時間の短縮はなく、定時運行の余裕時分を確保するための方策であった。
313系8000番台は、当列車で使用するために特別仕様で製造された車両で、313系他番台に比べてシートピッチの拡大、背もたれの大型化、カーテンや扉付近への仕切りの設置などの設備面での増強の他、車内の色調も赤紫を基調とし豪華さを意識した造りになっている。乗降扉は1両あたり片側3か所であるが、当列車での運用時には中央の扉を締切とし両端2か所のみで乗降を扱った。なお、一般の普通・快速列車での運用時には全ての扉を使用する。

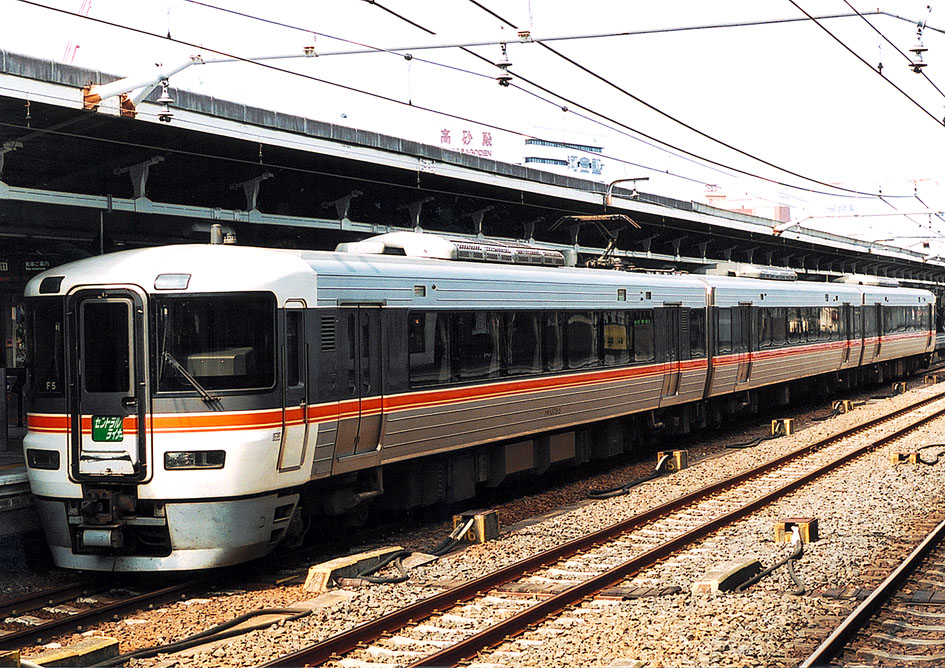
かつて373系でも運行された「セントラルライナー」（2000年頃 名古屋駅）

運行開始当初はあまりの人気から休日には増結用車両が不足し、373系や383系といった特急形電車の応援を仰いで運転されるほどであった。なお、2000年に本来の使用車両である313系8000番台が増備されたため、特急形車両の使用は解消された。
登場以来グリーン車の設定はなかった。1999年に増発運用として用いられた383系の6両編成にはグリーン車が1両組み込まれていたが、これを締切扱いとし、普通車5両のみでの客扱いとしていた。